# Shoalwater Bay
Shoalwater Bay är en bukt i Queensland, Australien. Sedan 1966 ägs marken av Australiens försvarsstyrkor och används som träningsområde. Området är rikt på dugong och är en del av Stora barriärrevets marinreservat (Great Barrier Reef Marine Park).
Det är vanligt att större militärövningar pågår i området, där olika länders militär deltar, exempelvis Talisman Saber-övningen som genomförs här vart annat år. Detta påverkar miljön på olika sätt, och det har protesterats mot de negativa effekterna.
I princip får inte området besökas utan tillstånd. Williamson Airfield (ICAO: YWIS) som är ett militärt flygfält ligger i området har 1 800 meter lång landningsbana. 